# Île Altazin
Île Altazin je otok u otočju Kerguelen. Nalazi se u blizini obale Grande Terre, glavnog otoka u otočju.
Leži u zaljevu Swains između jugoistočnog dijela poluotoka Gallieni i zapadne obale poluotoka Ivane Orleanske, oko 1 km SZ od otoka Île Gaby.
Najviša točka otoka je bezimeni brežuljak koji doseže 292 m nadmorske visine.